# Wurzen-hágó
A Wurzen-hágó (korábban Krainberg, németül Wurzenpass vagy Wurzenpaß, szlovénul Korensko sedlo) a Karavankák legnyugatibb közúti átjárója, átvezet Ausztriából Szlovéniába, a Száva völgyébe Kranjska Gora – Jesenice – Ljubljana felé.

## Általános jellemzés
Karintia négy déli hágója a Gail folyó völgyéből közelíthető meg. Ezeknek a hágóknak a történelem során az adott kiemelkedő jelentőséget, hogy a közép-ausztriai tartományok (Salzburg, Karintia, Alsó- és Felső-Ausztria) számára ezek nyitottak kaput Róma, Velence, az adriai Trieszt, továbbá a nyugat-balkáni területek felé. Ezeken a hágókon már a római kortól élénk katonai-, kereskedelmi- és zarándok (idegenforgalmi) jellegű közlekedés bonyolódott.

## A hágóhoz vezető osztrák útvonal
A völgyet északról a Gail-völgyi Alpok, délről a Karni-Alpok vonulata veszi közre. A nyugatról induló völgy kezdetben igen szűk – az úgynevezett Lesach-völgy – maga is szinte hágónak nevezhető. A völgyön végighaladó 83/101 sz. utak szervezik az ausztriai hálózattal való közúti kapcsolatokat.
A Villach körüli autópálya-csatlakozásoktól (A2, A10) az út a Warmbad Villach utáni Gail hídnál elágazik, s délnek halad (B109) számon. Rendkívül meredeken kapaszkodik föl az 1073 m magasan fekvő Wurzen-hágóra.
A Wurzenpaß Straße (Wurzenhágó-út) (B109) Ausztria egyik Landesstraßéja, a hágótól 3 kilométernyire levő Dreiländereckéig (Háromnemzet-sarokig) ér el. Az út 7,5 kilométer hosszú, maximális emelkedése 18%, a folyamatos közlekedést az alsó szerpentin- szakaszokon lassítósáv biztosítja. A hajdan fontos, de közlekedési nehézségekkel teli út - a Karavanka-alagút megépítését követően - ma már csak turisztikai jelentőséggel bír.

## A Wurzen-hágó

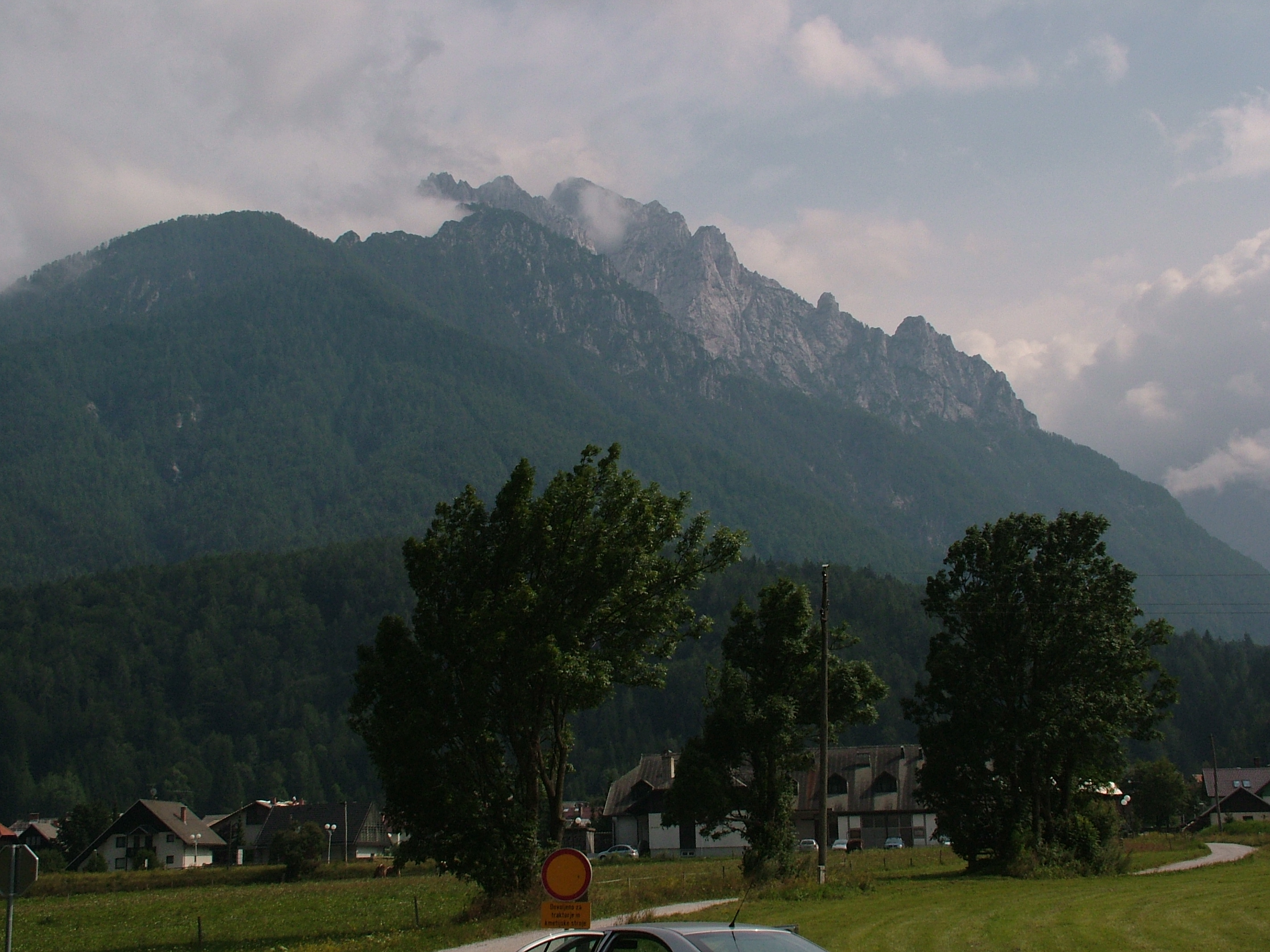
Podkoreni hágóút-csatlakozás: E651,202

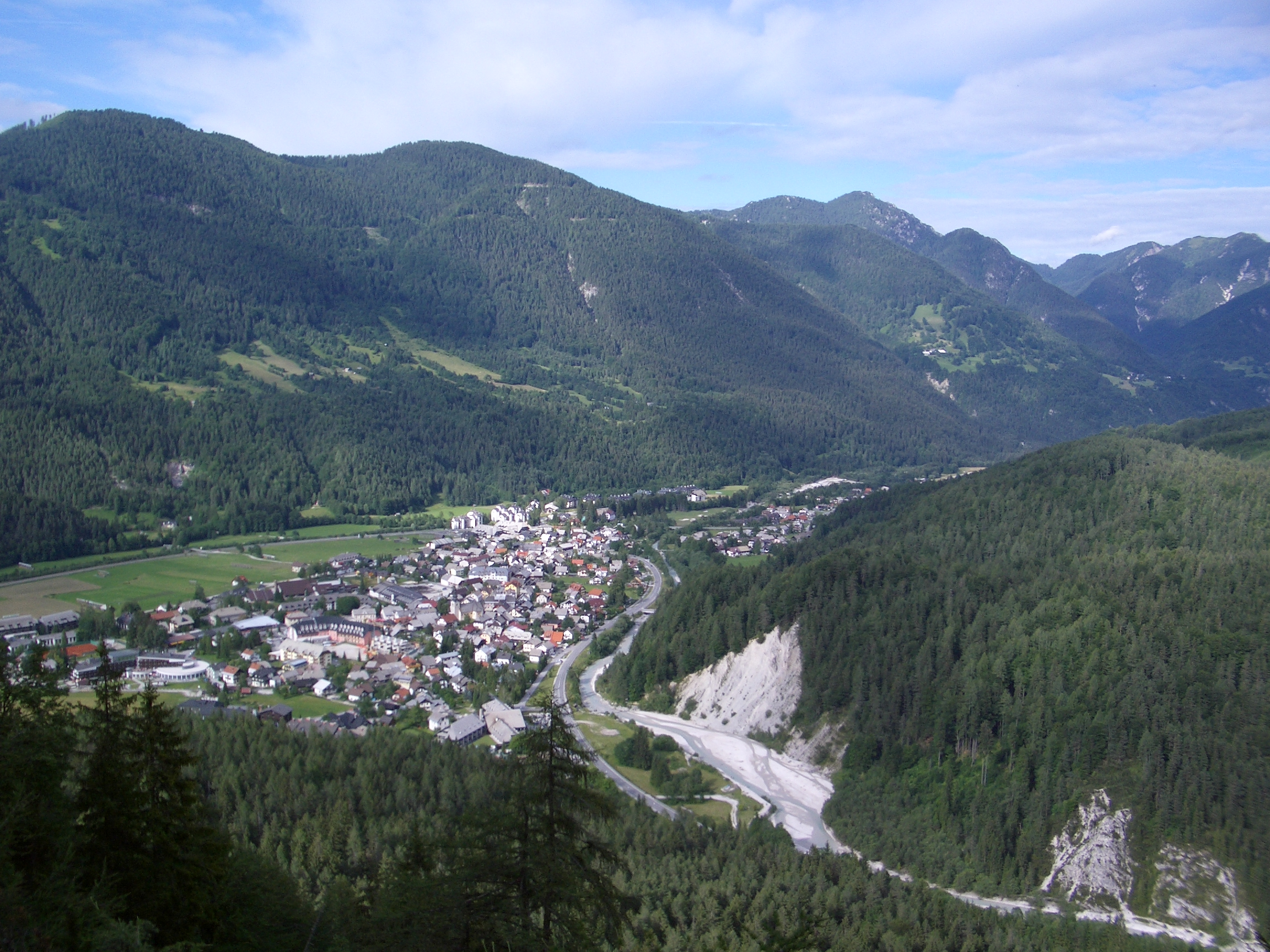
Kranjska Gora: hágóút-csatlakozás (206)

A Wurzenpaß (szlovénül: Korensko sedlo), a tőle keletre levő Steinberg (1655 m) és a nyugatra levő Ofen (1509 m) csúcsok közt, a Karavankák-on átvezető legnyugatibb hágó Szlovénia és Ausztria határán. A hágón áthaladó út Ljubljana-Jesenice-Kranjska Gora-Villach településeket köti össze. Tengerszint feletti magassága 1073 méter. A Karavanka-alagút (Karawankentunnel) 1991. évi megnyitását megelőzően a Wurzenpaß – keskeny és kanyargós pályájával nagy emelkedőjével - egyike volt a Szlovénia és Ausztria közti fontos határátkelőknek. A keleti autópálya-alagút megnyitását követően (az ottani borsos (6,5 €/szgk/2008) úthasználati díj miatt) turisztikai szempontból továbbra is jelentős maradt.
A Wurzenpaß – korábban Krainbergnek is hívták – jelentette a legrövidebb és legközvetlenebb, magashegységen átvezető kapcsolatot a déli osztrák területekkel (Krajna, Horvátország) és Itáliával. A 17. században rézércet hoztak rajt Karintia polgárainak, akik azt tovább feldolgozták. Mindemellett a hágó nem volt mindig a legfontosabb út, mert nehéz útviszonyai miatt időnként a konkurens Saifnitz-nyereg vagy a Predil-hágó árnyékába került, mígnem aztán szerepét a csupán 750 méter magas Tatschacher-nyereg vette át.
A hágón nyugatra, alig 3 km-re az 1509 m magas Ofen (szlovénül: Peč, azaz Kemence) nevű hegy csúcsán három ország, Ausztria, Szlovénia, Olaszország közös határköve van. Innen a két ország két völgyébe, a Karavankák és a Júliai-Alpok vidékére pompás kilátás nyílik. Közvetlenül a hágó-pontja sűrű erdővel szegélyezett.)

## A hágóhoz vezető szlovén utak
A hágón átvezető út Szlovéniában Podkoren-nél csatlakozik az itáliai Tarvisióból érkező 202 számú közútra, s ez Jesenice térségében éri el az E61 jelzésű autópályát.
A trieszti kikötő virágkorában a Wurzenpaß-Ljubljana irányú forgalom nagyon megnövekedett. Ezért felmerült a lehetősége egy műút létesítésének, ezt 1734-ben meg is építették. Ez a hágót ismét a Karavaankák legfontosabb hágójává tette.
Azt az ősi tervet azonban, hogy Villachot Trieszttel Fusinén – a Vršič-hágón – keresztül kapcsolják össze, a túl nagy emelkedők miatt végül elvetették. Egy alagút létesítésének terve is felmerült, amit aztán szintén félretettek. Az első világháború Isonzó (Soča) körüli frontvonalának hadi ellátása érdekében Kranjska Gorából kiinduló, Vršič-hágót érintő, orosz hadifoglyokkal építtetett híres/hírhedt hadiutat létesítettek (24+25 szerpentinnel), amely jelenleg 206-os számot visel, és ugyan Bovecen át Nova Goricáig (Görz város szlovéniai részéig) vezet, de nehéz terepszakaszai miatt főként csak idegenforgalmi-turisztikai jelentőséggel bír.

## Külső hivatkozások
- Steffan Bruns: Alpenpässe - vom Saumpfad zum Basistunnel